# ران کرول
ران کرول (انگلیسی: Ron Carroll؛ زادهٔ ۱ ژانویه ۱۹۶۸) یک نوازنده، دی‌جی، و خواننده اهل ایالات متحده آمریکا است. 